# Lachlan Castle
Lachlan Castle byl skotský hrad, jehož dochovaná část se nachází v kraji Argyll a Bute na západě země. Stavba se nachází u východního břehu zálivu Loch Fyne. Hrad byl vybudován rodinou MacLachlanových, jejichž klan přišel na skotské území z Irska. Byl zničen anglickým vojskem roku 1746 při tahu proti Jakobitům a jejich přívržencům. Nedaleko původní stavby stojí novější v zámeckém stylu, sloužící jako hotel, respektive bed and breakfast.